# إدوين هادج
إدوين هادج (بالإنجليزية: Edwin Hodge)‏ مواليد 26 يناير 1985 في جاكسونفيل، الولايات المتحدة، هو ممثل أمريكي بدأ مسيرته الفنية سنة 1995.

## الأعمال

### أفلام
- موت قاسي مع انتقام
- قبلة الوداع
- منزل بيغ ماما
- معركة ألامو
- جميع الأولاد يحبون ماندي لين
- ريد دان
- التطهير
- التطهير: فوضى
- التطهير: عام الانتخابات

### مسلسلات
- الجنة السابعة
- آنجل
- معاقب مدى الحياة
- بوسطن العامة
- ممسوس بملاك
- كولد كيس
- غريز أناتومي
- شبح هامس
- هيروز
- بونز
- تل الشجرة الواحدة
- سي إس آي: ميامي
- إن سي آي إس: لوس أنجلوس

## روابط خارجية
- إدوين هادج على موقع IMDb (الإنجليزية)
- إدوين هادج على موقع ألو سيني (الفرنسية)
- إدوين هادج على موقع أول موفي (الإنجليزية)
- إدوين هادج على موقع قاعدة بيانات الأفلام السويدية (السويدية)
- إدوين هادج على موقع قاعدة بيانات الفيلم (الإنجليزية)
- إدوين هادج على موقع كينوبويسك (الروسية)